# Matilda Browne
Matilda Browne (Newark, 8 de maio de 1869 - Greenwich, 3 de novembro de 1947) foi uma pintora estadunidense impressionista, conhecida por seus quadros com cenas primaveris, paisagens do interior e castelos. Apesar de ter nascido em Nova Jersey, ela trabalhava ativamente em Greenwich, Nova Iorque e Old Lyme, onde estava ligada aos artistas coloniais, reunidos na casa de Florence Griswold. Era a única mulher na colônia de Old Lyme a ser levada a sério pelos colegas homens e considerada um membro proeminente do grupo. Tida como um prodígio desde criança, começou a ter aulas de desenho e pintura com seu vizinho, o também pintor, Thomas Moran.

## Vida pessoal

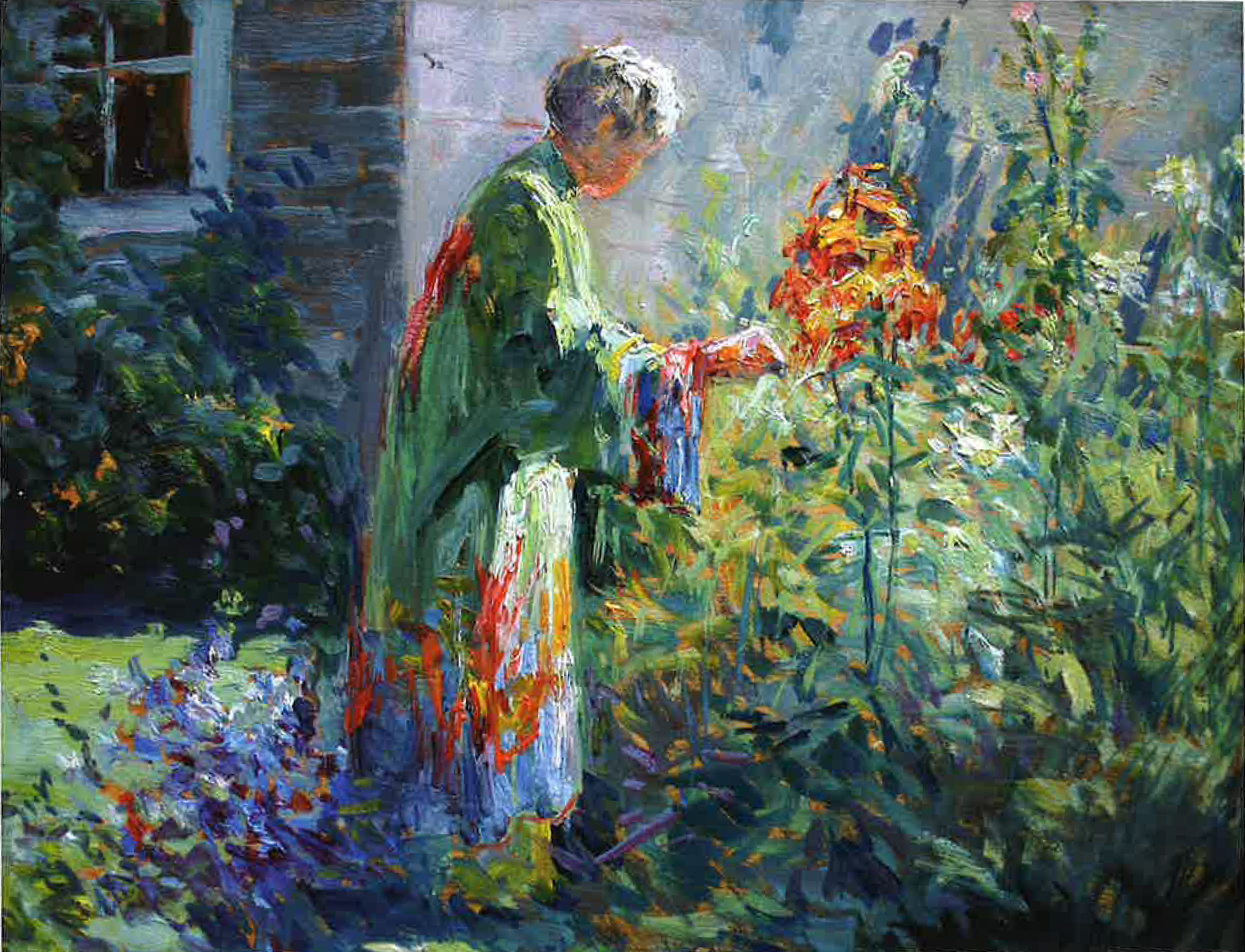
Matilda Browne - In the Garden, 1915

Nascida em Newark, em 1869, sua família era vizinha do pintor Thomas Moran, conhecido por suas paisagens, em especial do Parque Nacional de Yellowstone. Ele então permitiu que sua vizinha de 9 anos de idade entrasse em seu estúdio para observá-lo trabalhar, antes de convidá-la a experimentar a pintura, dando-lhe pincéis e tintas. Seu talento natural era bastante óbvio e ele a encorajou a ter mais aulas e aos 12 anos, um de seus quadros, com flores, foi aceito em uma exposição na National Academy of Design, em Nova Iorque.

## Carreira
Logo, Matilda estava pintando animais e viajou com sua mãe para a Europa, em 1889, para estudar com pintores especializados em animais na França e na Holanda. Matilda estudou com diversos pintores proeminentes, como Eleanor e Kate Greatorex (1854–1917, 1851–1913), Frederick Freer (1849–1908), Charles Melville Dewey (1849–1937), Julian Dupré (1851–1910) e Henry Bisbing (1849–1933), na Holanda. Depois de voltar da Europa no começo de 1890, retornou a Nova Iorque e começou a expor seus quadros na região metropolitana.

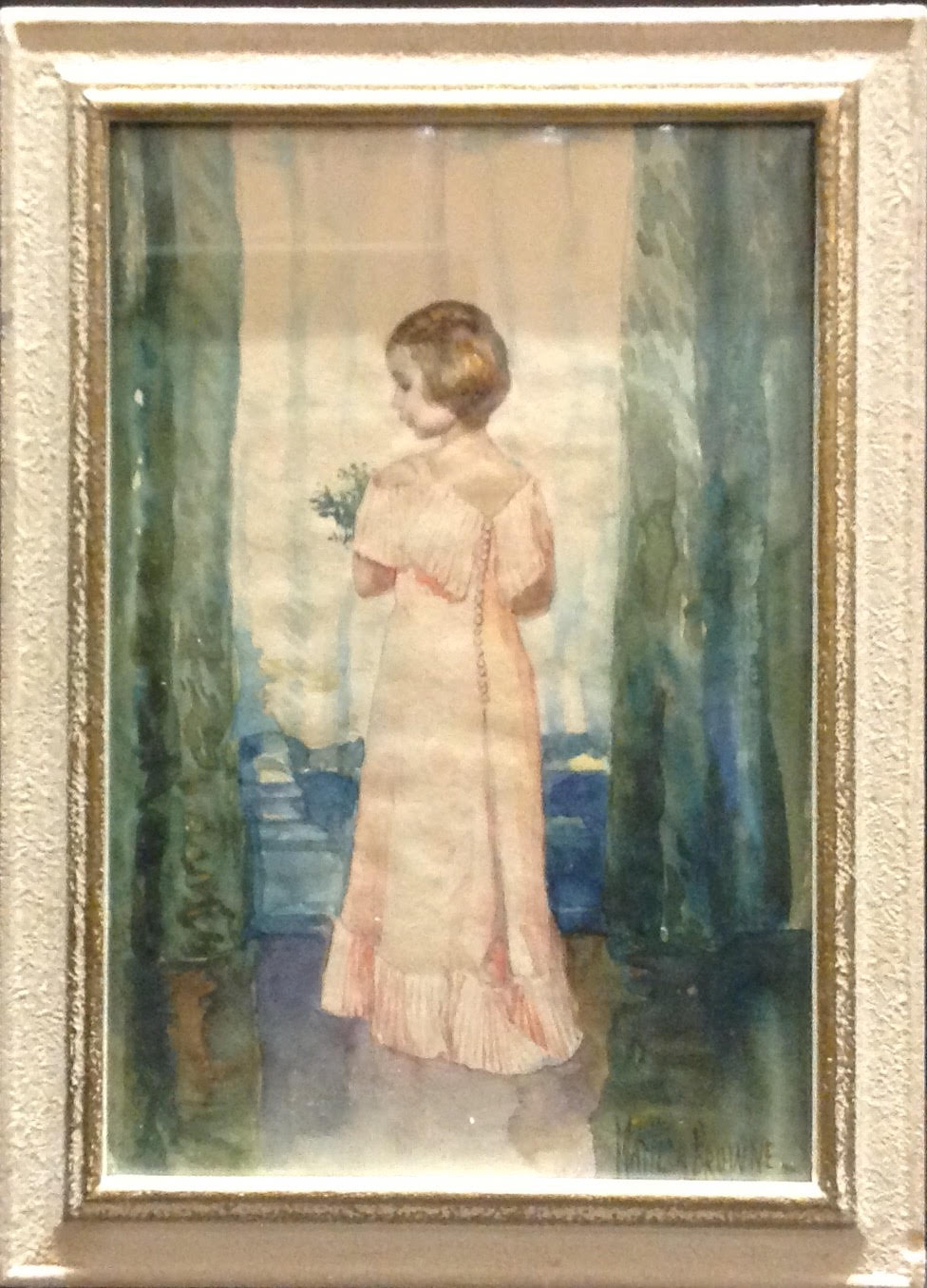
Young girl dressed in pink party gown, aquarela, 1920

Aos 36 anos, fez sua primeira visita a Old Lyme, em 1905, onde pintou dois painéis, a convite dos artistas da casa de Florence Griswold. Em Greenwich, abriu seu estúdio e lá trabalhou por boa parte da vida. Em algum momento de 1918, ela conheceu Frederick Van Wyck, com quem se casou e se mudou para Nova Iorque com ele.

## Morte
Matilda Browne faleceu em Greenwich, em 3 de novembro de 1947, aos 78 anos.

## Prêmios
- Dodge Prize (National Academy of Design, 1889)
- Third Hallgarten Prize (National Academy of Design, 1901)
- Connecticut Academy of Fine Arts Award (1918, 1919)
- Greenwich Art Association (prize, 1929)